# Portrait de femme aux attributs de sainte Catherine
Le Portrait de femme aux attributs de sainte Catherine est un tableau de Sandro Botticelli réalisé vers 1475. Cette peinture a tempera sur panneau de bois (53,2 × 37,8 cm) est un portrait de femme, probablement celui de Catherine Sforza, représentée en sainte Catherine d'Alexandrie.
L'œuvre est conservée au musée Lindenau (de) à Altenbourg, en Thuringe.